# Demolidor: Diabo da Guarda
Demolidor: Diabo da Guarda (no original: Guardian Devil) é um arco de histórias em quadrinhos do super-herói da Marvel Comics chamado Demolidor, publicado originalmente em oito revistas do herói (Daredevil - vol. 2 #1-8), com a primeira lançada em novembro de 1998 e a última em junho de 1999. 
A trama se baseia na súbita aparição de um nenê de dois meses que é deixado aos cuidados do herói. Cercado de mistérios bíblicos, o nenê é colocado ora como o Messias ora como o Anticristo e caberá ao herói descobrir a verdade.
As aventuras da série foram escritas pelo conhecido cineasta Kevin Smith e ilustradas por Joe Quesada. Uma graphic novel reunindo as oito histórias com introdução do ator Ben Affleck, que interpretou o Demolidor em filme, foi lançada depois. No Brasil, as histórias foram primeiramente publicadas na revista Marvel 2000 pela Editora Abril e depois republicadas pela Editora Panini em única edição.

## Enredo
A história começa com Karen Page, um dos amores da vida de Matt Murdock, o Demolidor, a abandoná-lo. Nesse momento de frustração e raiva, ele salva uma garota de quinze anos e seu bebê de serem capturados ou mortos por bandidos num carro. Logo depois de deter os criminosos, a garota desaparece com o nenê, apenas para reaparecer no escritório de Matt pouco tempo depois. Ela deixa o nenê com ele, dizendo que os anjos lhe contaram que Matt era o Demolidor. A Viúva-Negra visita Matt, que deixa o bebê com ela e vai atrás da garota.
O Demolidor não consegue descobrir o paradeiro da mãe do nenê. A seguir, é contatado por um idoso chamado Nicholas Macabres, que afirma que a criança é o Anticristo. Ao sair ele deixa com Matt um pequeno crucifixo. A partir desse momento, o Demolidor começa a experimentar um crescente estado de delírio, chegando a tentar matar a criança e a ameaçar a Viúva Negra, além de quase se suicidar. Macabres o avisara que sua vida seria amaldiçoada pela proximidade com a criança e as fatalidades se sucedem: Karen Page retorna dizendo que contraiu o vírus HIV e seu sócio, Foggy Nelson, é preso por estupro. Matt pede ajuda de sua mãe, a freira Irmã Maggie e depois de descansar, Karen vem até o seu encontro.
O Demolidor vai até a casa do Doutor Estranho tentando descobrir se a criança é de fato uma entidade sobrenatural. O mago convoca Mefisto para que ele lhe revele a verdade, mas o demônio se nega a contar tudo que sabe. Enquanto isso o Mercenário, contratado por Macabres, vai a igreja da mãe do Demolidor e promove um verdadeiro massacre até descobrir e raptar o nenê, que Matt havia deixado com a Maggie. O Demolidor aparece, mas não consegue evitar que Karen Page seja morta pelo criminoso.
A história termina com a revelação da verdadeira identidade de Macabres, o vilão ilusionista Quentin Beck conhecido pelo codinome de Mistério, que desafia o Demolidor para essa que será a última luta da sua carreira criminosa.

## Publicação no Brasil
O arco foi publicado pela primeira vez no Brasil na revista Marvel 2000, da editora Abril. Em 2009, foi editada pela primeira vez em formato americano, em uma edição de capa cartonada lançada pela editora Panini Comics. Em 2014, foi republicada na Coleção Oficial de Graphic Novels da Marvel.

## Recepção
A história costumeiramente é citada como uma das melhores do personagem em sua época, e também marca o início do selo Marvel Knights.
Lielson Zeni, em resenha para o site Universo HQ, deu nota 4 de 5 para a história, elegendo como um dos pontos altos o texto de Kevin Smith: "Embora pareçam longos algumas vezes, são precisos e bem colocados. O texto do narrador, recurso um tanto em desuso nos quadrinhos americanos atuais, é muito bem resolvido e se completa com as imagens".